# Acidofilne biljke
Acidofilne biljke su one koje žive u niskom pH okruženju, uspješno rastu u kiselom tlu s oko pH 5,0.
Život biljaka kreće se u razmjerno uskim granicama aciditeta, alkaliteta ili točnije: reakcije tla, slično kao što se kreće i u relativno uskim granicama topline. U supstratima kiselijim od pH 3,0 i lužnatijim (bazičnijim) od pH 11,5 većina naših kulturnih biljaka ugiba. Razne biljke različito reagiraju na reakciju tla. Neke postižu najbolji razvoj na kiselim tlima, pak ih zato zovemo acidofilnim biljkama, druge vole neutralnu reakciju, neutrofilne, dok treće najbolje uspijevaju na lužnatim (alkaličnim) tlima, alkalofilne biljke. 
Acidofilan je najveći dio šumske i travnjačke vegetacije podzolastih i nekih barskih tipova tla, a od kulturnih biljaka: zob, proso, raž, krumpir itd. 
Alkalofilan je najveći dio vegetacije karbonatnih tla, kao što su laporasta tla i rendzine, karbonatni solončaci i soloneci, a od kulturnih biljaka alkalofilni su: ječam, lucerna, šećerna repa i dr. 
Od kulturnih neutrofilnih biljaka spominjemo pšenicu i djetelinu. Sve acidofilne biljke ne reagiraju jednako na isti stupanj kiselosti, slično kao što ni sve alkalične biljke ne podnose jednako isti stupanj alkaličnosti tla. Istraživanja su pokazala, da ne samo svaka biljna vrsta, već i svaka čista linija reagira specifično na reakciju sredine, u kojoj živi. 
Tla s pH 7,0 imaju neutralnu, ispod 7,0 kiselu, a iznad 7,0 alkaličnu reakciju. 